# Шапошникова, Людмила Викторовна
Людмила Викторовна Ша́пошникова (1921—2003) — советская и российская актриса театра и кино. Народная артистка СССР (1991).

## Биография
Родилась в Москве 13 августа 1921 года.
В 1941 году поступила в Государственный институт театрального искусства им. А. В. Луначарского и сразу стала активной участницей фронтовой концертной бригады.
В 1944 году после окончания института, была принята в труппу Театра имени Моссовета, где играла до конца жизни.
Снималась в кино. Наиболее известны её роли в «военных» фильмах, таких как «Путь в «Сатурн»», «Бой после победы».
Работала на радио.
Занималась общественной деятельностью, была секретарем партийной организации театра, неоднократно избиралась депутатом Краснопресненского райсовета и Моссовета.
Скончалась в Москве 13 декабря 2003 года после тяжёлой продолжительной болезни. Похоронена на Троекуровском кладбище.

### Семья
- Муж — Владимир Фёдорович Гордеев (1923—2006), актёр театра и кино, заслуженный артист России (1993).
- Сын — Виктор Владимирович Гордеев (род. 1954), актёр.

## Награды и звания
- Заслуженная артистка РСФСР (1960) — за заслуги в области советского искусства[1]
- Народная артистка РСФСР (1973)[2]
- Народная артистка СССР (1991)
- Орден Трудового Красного Знамени (1986)
- Орден Дружбы (1998) — за многолетнюю плодотворную деятельность в области театрального искусства[3]
- Медаль «За победу над Германией в Великой Отечественной войне 1941—1945 гг.» (1945)
- Медаль «За оборону Москвы»(1945)
- Медаль «За доблестный труд в Великой Отечественной войне 1941—1945 гг.» (1946)
- Медаль «В память 800-летия Москвы» (1948)
- Медаль «За трудовое отличие» (1949)
- Медаль «За доблестный труд. В ознаменование 100-летия со дня рождения В. И. Ленина» (1970)
- Медаль «Ветеран труда» (1984)
- Медаль «В память 850-летия Москвы» (1997)
- Почётная грамота Правительства Москвы (2001) — за большие творческие достижения в развитии театрального искусства и в связи с 80-летием со дня рождения

## Творчество

### Роли в театре
- Агния («Не всё коту масленица» А. Н. Островского)
- Сусанна Лундышева («Красавец мужчина» А. Н. Островского)
- Соня, Елена Андреевна («Леший» А. П. Чехова)
- Редактор («Шторм» В. Н. Билль-Белоцерковского, 1953)
- Гонерилья («Король Лир» У. Шекспира)
- Нина Алексеевна («Ленинградский проспект» И. В. Штока)
- Танкабике («В ночь лунного затмения» М. Карима)
- Этель Сэвидж («Странная миссис Сэвидж» Дж. Патрика)
- Арлен («Двери хлопают» М. Фермо)
- Мюкэлена («Бунт женщин» Н. Хикмета)
- Татьяна Петровна («Бранденбургские ворота» М. А. Светлова)
- Фру Линне («Нора» Г. Ибсена)
- Ольга Федоровна Карташова («Миллион за улыбку» А. В. Софронова)
- Мушкате («Лилиом» Ф. Мольнара)
- Олимпиада («День приезда — день отъезда» В. К. Черных)
- Екатерина II («Царская охота» Л. Г. Зорина)
- Живцова («Цитата» Л. Г. Зорина)
- Мелания («Егор Булычов и другие» М. Горького)
- Леди Брэкнелл («Как важно быть серьёзным» О. Уайльда)
- Этель Тэйер («На Золотом озере» Э. Томпсона)
- Кончетта Меле («Утешитель вдов» Д. Маротты и Б. Рандоне)
- Лебедева («Второе дыхание» А. А. Крона)
- Олимпиада Шлыкова («Трое»)
- Госпожа Шнир («Глазами клоуна» по роману Г. Бёлля)
- Софья Марковна («Старик» М. Горького)
- Косарева («Третьего не дано» В. З. Азерникова)
- Елена Ивановна («Чёрный гардемарин» А. П. Штейна)
- Евстолия Сергеевна («Печальный детектив» по В. П. Астафьеву)

### Фильмография
- 1967 — Путь в «Сатурн» — капитан Шёнеман
- 1967 — Конец «Сатурна» — капитан Шёнеман
- 1970 — Поезд в завтрашний день — Шаскольская-Брбллова
- 1972 — Бой после победы — капитан Шенеман
- 1979 — По данным уголовного розыска — Нина Степановна Спиридонова
- 1982 — Солнечный ветер — Агния Петровна Кольцевая

### Телеспектакли
- 1963 — Ответственная за счастье — Матильда
- 1964 — Возмездие
- 1966 — Дом в степи
- 1966 — Несколько часов одной жизни
- 1975 — Двери хлопают — Арлен
- 1978 — День приезда — день отъезда — Олимпиада Васильевна
- 1978 — Наши соседи — Нина Алексеевна
- 1981 — Безобразная Эльза — Виви Кассель
- 1981 — Миллион за улыбку — Ольга Фёдоровна Карташева
- 1988 — Глазами клоуна — госпожа Шнир
- 1988 — Цитата — Нина Павловна Живцова
- 1996 — На Золотом озере — Этель Тэйер

### Озвучивание
1. 1956 — Песнь Этери — княжна Кетеван (роль Л. Асатиани)
2. 1971 — Гойя, или Тяжкий путь познания
3. 1972 — Весёлая карусель № 4. «Про чудака лягушонка» (анимационный) — Корова
4. 1976 — Заяц, Скрип и скрипка (анимационный) — Сова
5. 1979 — Золушка (анимационный) — Мачеха
6. 1986 — Мальчик как мальчик (анимационный) — Бабушка
7. 1986 — Сделано в «Фитиле» (документальный) — читает текст (с Всеволодом Ларионовым)